# Daniel Díaz Erquinio
Daniel Pedro Díaz Erquinio (* Distrito de Huancayo, Provincia de Huancayo, Perú, 19 de noviembre de 1959) es un arquitecto, político y administrador peruano. Fue Alcalde  del Distrito de Pucará. 

## Biografía
Realizó sus estudios primarios y secundarios en el Colegio Salesiano Santa Rosa de Huancayo. Estudió arquitectura en la Universidad Nacional del Centro del Perú entre 1981 y 1987. 
Fue Alcalde Distrital de Pucará representando al Movimiento Independiente Somos Pucará en las elecciones de 1995, siendo reelecto en las elecciones de 1998 postulando, esta vez, por Vamos Vecino. En las elecciones del 2002 candidatea a una regiduría provincial de Huancayo por la Alianza Electoral Unidad Nacional sin éxito. En las elecciones del 2006 regresa a tentar la alcaldía distrital de Pucará por el movimiento CONREDES sin lograr la representación. Postula sin éxito en las elecciones regionales del 2018 a la Presidencia Regional de Junín para el periodo 2011 - 2014. En las elecciones del 2014 postuló a la alcaldía distrital de El Tambo por el Movimiento Regional Junín Sostenible con su Gente, logrando la elección para el periodo 2015-2018.